# Веллс-Бранч (Техас)
Веллс-Бранч (англ. Wells Branch) — переписна місцевість (CDP) в США, в окрузі Тревіс штату Техас. Населення — 14 000 осіб (2020).

## Географія
Веллс-Бранч розташований за координатами 30°26′41″ пн. ш. 97°40′44″ зх. д. / 30.44472° пн. ш. 97.67889° зх. д. (30.444743, -97.678777).  За даними Бюро перепису населення США в 2010 році переписна місцевість мала площу 6,55 км², з яких 6,54 км² — суходіл та 0,01 км² — водойми.

## Демографія
Згідно з переписом 2010 року, у переписній місцевості мешкало 12 120 осіб у 5803 домогосподарствах у складі 2779 родин. Густота населення становила 1850 осіб/км².  Було 6225 помешкань (950/км²).
Расовий склад населення:
| - 61,6 % — білих - 15,2 % — чорних або афроамериканців - 7,7 % — азіатів - 0,8 % — корінних американців - 0,2 % — вихідців з тихоокеанських островів - 10,1 % — осіб інших рас |

До двох чи більше рас належало 4,3 %. Частка іспаномовних становила 28,7 % від усіх жителів.
За віковим діапазоном населення розподілялося таким чином: 21,6 % — особи молодші 18 років, 73,2 % — особи у віці 18—64 років, 5,2 % — особи у віці 65 років та старші. Медіана віку мешканця становила 31,0 року. На 100 осіб жіночої статі у переписній місцевості припадало 100,6 чоловіків;  на 100 жінок у віці від 18 років та старших — 97,3 чоловіків також старших 18 років.
Середній дохід на одне домашнє господарство  становив 65 645 доларів США (медіана — 49 721), а середній дохід на одну сім'ю — 77 019 доларів (медіана — 61 803). Медіана доходів становила 47 698 доларів для чоловіків та 37 358 доларів для жінок. За межею бідності перебувало 12,9 % осіб, у тому числі 21,5 % дітей у віці до 18 років та 8,7 % осіб у віці 65 років та старших.
Цивільне працевлаштоване населення становило 7500 осіб. Основні галузі зайнятості: освіта, охорона здоров'я та соціальна допомога — 20,5 %, науковці, спеціалісти, менеджери — 15,2 %, роздрібна торгівля — 13,0 %.